# Dmitrij Komornikow
Dmitrij Wasiljewicz Komornikow; ros. Дмитрий Васильевич Коморников (ur. 28 lipca 1981 w Peczorze) - były rosyjski pływak, specjalizujący się głównie w stylu klasycznym.
Wicemistrz świata z Montrealu i brązowy medalista z Melbourne w sztafecie 4 x 100 m stylem zmiennym. 5-krotny medalista mistrzostw Europy na 200 m stylem klasycznym i w sztafecie 4 x 100 m stylem zmiennym. 
3-krotny uczestnik Igrzysk Olimpijskich: z Sydney (10. miejsce na 100 i 9. miejsce na 200 m stylem klasycznym oraz 9. miejsce w sztafecie 4 x 100 m stylem zmiennym), Aten (12. miejsce na 100 i 17. miejsce na 200 m stylem klasycznym) oraz Pekinu (34. miejsce na 100 m stylem klasycznym).